# Lacoste (Vaucluse)
Lacoste település Franciaországban, Vaucluse megyében. Lakosainak száma 453 fő (2022. január 1.). Lacoste Bonnieux, Goult, Ménerbes és Puget községekkel határos.

## Népesség
A település népességének változása:
| Lakosok száma | 408  | 409  | 420  | 409  | 410  | 423  | 424  | 438  | 453  |
|               | 2013 | 2015 | 2016 | 2017 | 2018 | 2019 | 2020 | 2021 | 2022 |